# زباباوات
الزباباوات[بحاجة لمصدر] (الاسم العلمي: Soricinae) هي أسرة من الثدييات تتبع فصيلة الزبابات من رتبة زباببات الشكل.

## أجناس
- الزبابة